# Pálos kolostor (Gönc)
A gönci pálos kolostor romjai a Zempléni-hegységben, Gönc külterületén találhatóak, 320 méterrel a tengerszint felett. A rom megközelíthető Gönc városától a piros kereszt turistajelzésen (5 km), illetve Telkibányától a piros turistajelzésen (úgynevezett Rákóczi-út), Potácsháza érintésével (3 km).
Innen tovább gyalogolva dél felé a piros jelzésen három kilométer megtétele után az Amadé-vár romjai találhatóak meg.

## Történet
A kolostort a 14. század végén kezdték építeni a pálosok. Hét oltárát 1420-ban szentelték fel. A reformáció korában kirabolták, és részben feldúlták. 1940-ben a rom további leromlását Göncről hozott kőművesekkel igyekeztek megállítani. A hajó ablakainak egy részét ekkor hozták – részben – rendbe. Régészeti feltárása 1985-ben indult meg, de ekkor csak egy kutatóárkot ástak, amit be is temettek. 2005. június 22-én a miskolci Herman Ottó Múzeum régészei részletesebb feltárásba kezdtek.
A régészeti feltárás  - a falak melletti árkok visszatemetésének elmaradása - miatt a falak állaga rohamosan romlik.

## Szerkezete
Kis kolostor lehetett, egy hajóval, szentéllyel, toronnyal. Ennek a háromnak főbb falai még ma is állnak. Főbejáratának faragott, csúcsíves ablakát a gönci Huszita-házban csodálhatjuk meg.